# Natació al Campionat del Món de natació de 2013 – 100 m esquena masculí
Els 100 metres esquena masculí es van celebrar entre el 29 i 30 de juliol de 2013 al Palau Sant Jordi a Barcelona.

## Rècords
Els rècords del món abans de començar la prova:
| Rècord del món       | Aaron Peirsol, Estats Units | 51.94 | Indianapolis, EUA | 8 de juliol de 2009 |
| Rècord del campionat | Aaron Peirsol, Estats Units | 52.19 | Roma, Italia      | 2 d'agost de 2009   |

## Results
NR: Rècord Nacional

### Sèries[1]
| Posició | Sèrie | Carrer | Nom                      | País                    | Temps   | Notes |
| ------- | ----- | ------ | ------------------------ | ----------------------- | ------- | ----- |
| 1       | 6     | 6      | Ashley Delaney           | Austràlia               | 53.60   | Q     |
| 2       | 5     | 5      | David Plummer            | Estats Units            | 53.62   | Q     |
| 3       | 6     | 7      | Xu Jiayu                 | R.P. de la Xina         | 53.63   | Q     |
| 4       | 5     | 4      | Ryosuke Irie             | Japó                    | 53.66   | Q     |
| 5       | 4     | 4      | Jérémy Stravius          | França                  | 53.85   | Q     |
| 6       | 6     | 4      | Matt Grevers             | Estats Units            | 53.92   | Q     |
| 7       | 6     | 5      | Kosuke Hagino            | Japó                    | 53.94   | Q     |
| 8       | 4     | 3      | László Cseh              | Hongria                 | 54.06   | Q     |
| 9       | 5     | 2      | Bastiaan Lijesen         | Països Baixos           | 54.07   | Q     |
| 10      | 4     | 2      | Radosław Kawęcki         | Polònia                 | 54.20   | Q     |
| 10      | 5     | 6      | Camille Lacourt          | França                  | 54.20   | Q     |
| 12      | 5     | 3      | Chris Walker-Hebborn     | Regne Unit              | 54.23   | Q     |
| 13      | 4     | 5      | Cheng Feiyi              | R.P. de la Xina         | 54.30   | Q     |
| 14      | 6     | 3      | Gareth Kean              | Nova Zelanda            | 54.37   | Q     |
| 15      | 1     | 5      | Darren Murray            | Sud-àfrica              | 54.64   | Q     |
| 16      | 4     | 6      | Charles Francis          | Canadà                  | 54.72   | Q     |
| 17      | 6     | 2      | Aschwin Wildeboer Faber  | Catalunya               | 54.75   |       |
| 18      | 5     | 7      | Mirco di Tora            | Itàlia                  | 54.76   |       |
| 19      | 6     | 1      | Yakov-Yan Toumarkin      | Israel                  | 54.85   |       |
| 20      | 5     | 9      | Federico Grabich         | Argentina               | 55.03   |       |
| 21      | 5     | 1      | Daniel Orzechowski       | Brasil                  | 55.09   |       |
| 22      | 4     | 7      | Pavel Sankovich          | Belarús                 | 55.13   |       |
| 23      | 6     | 8      | Lavrans Solli            | Noruega                 | 55.52   |       |
| 24      | 6     | 9      | I Gede Siman Sudartawa   | Indonèsia               | 55.55   |       |
| 25      | 4     | 0      | Danas Rapšys             | Lituània                | 55.68   |       |
| 26      | 5     | 0      | Alexandr Tarabrin        | Kazakhstan              | 55.70   |       |
| 27      | 4     | 1      | Felix Wolf               | Alemanya                | 55.88   |       |
| 28      | 6     | 0      | Lukas Räuftlin           | Suïssa                  | 56.11   |       |
| 29      | 5     | 8      | Pedro Medel              | Cuba                    | 56.12   |       |
| 30      | 3     | 5      | Martin Baďura            | Txèquia                 | 56.19   |       |
| 31      | 3     | 6      | Charles Hockin           | Paraguai                | 56.50   |       |
| 32      | 3     | 3      | Danil Bukin              | Uzbekistan              | 56.63   |       |
| 33      | 4     | 9      | Guven Duvan              | Turquia                 | 56.78   |       |
| 34      | 3     | 4      | Jean-François Schneiders | Luxemburg               | 56.88   |       |
| 35      | 4     | 8      | Shin Hee-Wong            | Corea del Sud           | 56.95   |       |
| 36      | 3     | 9      | Boris Kirillov           | Azerbaidjan             | 58.17   |       |
| 37      | 3     | 8      | Ngou Pok Man             | Macau                   | 58.26   |       |
| 38      | 3     | 7      | Heshan Unamboowe         | Sri Lanka               | 58.49   |       |
| 39      | 2     | 4      | Artiom Gladun            | Moldàvia                | 58.60   |       |
| 40      | 3     | 0      | Jean Luis Gómez          | República Dominicana    | 59.30   |       |
| 41      | 3     | 1      | Awse Ma'aya              | Jordània                | 59.75   |       |
| 42      | 3     | 2      | Khachik Plavchyan        | Armènia                 | 59.79   |       |
| 43      | 2     | 3      | Gorazd Chepishevski      | Macedònia del Nord      | 1:00.11 |       |
| 44      | 2     | 5      | Rodrigo Soriano          | El Salvador             | 1:00.79 |       |
| 45      | 2     | 6      | Jordan Augier            | Saint Lucia             | 1:00.99 | NR    |
| 46      | 2     | 2      | Hamdan Bayusuf           | Kenya                   | 1:01.05 |       |
| 47      | 2     | 7      | Eisner Barberena         | Nicaragua               | 1:01.44 |       |
| 48      | 1     | 3      | Maroun Waked             | Líban                   | 1:02.23 |       |
| 49      | 2     | 1      | Yaaqoub Al-Saadi         | Emirats Àrabs Units     | 1:02.97 |       |
| 50      | 2     | 8      | Victor Torres            | Illes Verges Americanes | 1:04.41 |       |
| 51      | 2     | 0      | Erdenemunkh Demuul       | Mongòlia                | 1:05.18 |       |
| 52      | 1     | 4      | Faraj Saleh Faraj Sultan | Bahrain                 | 1:05.67 |       |
| 53      | 2     | 9      | Andrianirina Lalanomena  | Madagascar              | 1:06.10 |       |

### Semifinals[2]

#### Semifinal 1
| Posició | Carrer | Nom                  | País         | Temps | Notes |
| ------- | ------ | -------------------- | ------------ | ----- | ----- |
| 1       | 3      | Matt Grevers         | Estats Units | 52.97 | Q     |
| 2       | 4      | David Plummer        | Estats Units | 53.10 | Q     |
| 3       | 5      | Ryosuke Irie         | Japó         | 53.41 | Q     |
| 4       | 1      | Gareth Kean          | Nova Zelanda | 53.81 | Q     |
| 5       | 2      | Radosław Kawęcki     | Polònia      | 53.82 |       |
| 6       | 7      | Chris Walker-Hebborn | Regne Unit   | 53.96 |       |
| 7       | 6      | László Cseh          | Hongria      | 54.00 |       |
| 8       | 8      | Charles Francis      | Canadà       | 54.96 |       |

#### Semifinal 2
| Posició | Carrer | Nom              | País            | Temps | Notes |
| ------- | ------ | ---------------- | --------------- | ----- | ----- |
| 1       | 3      | Jérémy Stravius  | França          | 53.23 | Q     |
| 2       | 7      | Camille Lacourt  | França          | 53.42 | Q     |
| 3       | 6      | Kosuke Hagino    | Japó            | 53.68 | Q     |
| 4       | 4      | Ashley Delaney   | Austràlia       | 53.74 | Q     |
| 5       | 5      | Xu Jiayu         | R.P. de la Xina | 53.84 |       |
| 6       | 2      | Bastiaan Lijesen | Països Baixos   | 53.92 |       |
| 7       | 1      | Cheng Feiyi      | R.P. de la Xina | 54.20 |       |
| 8       | 8      | Darren Murray    | Sud-àfrica      | 55.02 |       |

### Final[3]
| Posició | Carrer | Nom             | País         | Temps | Notes |
| ------- | ------ | --------------- | ------------ | ----- | ----- |
| 1       | 4      | Matt Grevers    | Estats Units | 52.93 |       |
| 2       | 5      | David Plummer   | Estats Units | 53.12 |       |
| 3       | 3      | Jérémy Stravius | França       | 53.21 |       |
| 4       | 6      | Ryosuke Irie    | Japó         | 53.29 |       |
| 5       | 2      | Camille Lacourt | França       | 53.51 |       |
| 6       | 1      | Ashley Delaney  | Austràlia    | 53.55 |       |
| 7       | 7      | Kosuke Hagino   | Japó         | 53.93 |       |
| 8       | 8      | Gareth Kean     | Nova Zelanda | 54.25 |       |